# Chonemorpha verrucosa
Chonemorpha verrucosa là một loài thực vật có hoa trong họ La bố ma. Loài này được (Blume) Mabb. mô tả khoa học đầu tiên năm 1993.